# Jon Birkfeldt
Jon Henrik Erik Birkfeldt, född 3 juni 1996, är en svensk fotbollsspelare som spelar för Helsingborgs IF.

## Karriär
Birkfeldts moderklubb är Eskilsminne IF. Som 14-åring gick han över till Helsingborgs IF.
I oktober 2015 värvades Birkfeldt av Åtvidabergs FF, där han skrev på ett tvåårskontrakt. Birkfeldt debuterade i Superettan den 2 april 2016 i en 2–1-förlust mot Varbergs BoIS.
I december 2017 värvades Birkfeldt av IFK Värnamo, där han skrev på ett tvåårskontrakt. I februari 2019 värvades Birkfeldt av IK Frej, där han skrev på ett tvåårskontrakt. I februari 2020 värvades Birkfeldt av Varbergs BoIS, där han skrev på ett fyraårskontrakt. I februari 2023 råkade Birkfeldt ut för en fotskada som höll honom borta från spel i fyra till fem månader.
Den 28 augusti 2023 blev det klart att Birkfeldt återvände till sin hemstad för spel i Helsingborgs IF, där han tecknade ett 2 och ett halvt års långt avtal med klubben och därmed lämnade Varbergs BoIS. 2024 blev han utsedd till årets HIF:are

## Karriärstatistik
| Klubb              | Säsong             | Liga                       | Liga    | Liga | Svenska cupen | Svenska cupen | Övrigt  | Övrigt | Totalt  | Totalt |
| Klubb              | Säsong             | Division                   | Matcher | Mål  | Matcher       | Mål           | Matcher | Mål    | Matcher | Mål    |
| ------------------ | ------------------ | -------------------------- | ------- | ---- | ------------- | ------------- | ------- | ------ | ------- | ------ |
| HIF Akademi        | 2014               | Division 2 Västra Götaland | 17      | 1    | 0             | 0             | —       | —      | 17      | 1      |
| HIF Akademi        | 2015               | Division 2 Västra Götaland | 19      | 2    | 0             | 0             | —       | —      | 19      | 2      |
| HIF Akademi        | Totalt             | Totalt                     | 36      | 3    | 0             | 0             | —       | —      | 36      | 3      |
| Åtvidabergs FF     | 2016               | Superettan                 | 16      | 0    | 0             | 0             | —       | —      | 16      | 0      |
| Åtvidabergs FF     | 2017               | Superettan                 | 19      | 1    | 4             | 2             | —       | —      | 23      | 3      |
| Åtvidabergs FF     | Totalt             | Totalt                     | 35      | 1    | 4             | 2             | —       | —      | 39      | 3      |
| IFK Värnamo        | 2018               | Superettan                 | 25      | 1    | 3             | 0             | 2       | 0      | 30      | 1      |
| IK Frej            | 2019               | Superettan                 | 20      | 0    | 3             | 0             | 2       | 0      | 25      | 0      |
| Varbergs BoIS      | 2020               | Allsvenskan                | 25      | 3    | 1             | 0             | —       | —      | 26      | 3      |
| Varbergs BoIS      | 2021               | Allsvenskan                | 13      | 0    | 1             | 0             | —       | —      | 14      | 0      |
| Varbergs BoIS      | 2022               | Allsvenskan                | 22      | 1    | 4             | 1             | 1       | 0      | 27      | 2      |
| Varbergs BoIS      | 2023               | Allsvenskan                | 4       | 0    | 2             | 0             | —       | —      | 6       | 0      |
| Varbergs BoIS      | Totalt             | Totalt                     | 64      | 4    | 8             | 1             | 1       | 0      | 73      | 5      |
| Helsingborgs IF    | 2023               | Superettan                 | 2       | 0    | 0             | 0             | —       | —      | 2       | 0      |
| Totalt i karriären | Totalt i karriären | Totalt i karriären         | 182     | 9    | 18            | 3             | 5       | 0      | 205     | 12     |

1. ↑  Nedflyttningskvalmatcher mot Syrianska FC.[11][12]
2. ↑  Nedflyttningskvalmatcher mot Umeå FC.[13][14]
3. ↑  Nedflyttningskvalmatch mot Östers IF.[15]